# IEEEマイルストーン
IEEEマイルストーン（アイトリプルイー マイルストーン）は、IEEEが電気・電子・情報技術やその関連分野の歴史的偉業に対して行う顕彰活動の一つである。認定要件として25年以上に渡って世の中で高く評価を受けてきたという実績が必要である。1983年に制定され、2017年2月までで174件が認定されている。

## 受賞一覧
出典:
| 年代          | 名称 | 年              | 所在地 | 贈呈年 |
| ------------- | --- | --------------- | --- | ------ |
| 1800年以前    | ベンジャミン・フランクリンの著書「電気に関する実験と観察」                                                         | 1751年          | アメリカ合衆国 ペンシルベニア州フィラデルフィア                                                           | 2009年 |
| 1800年以前    | ベンジャミン・フランクリンのロンドンにおける業績（電気に関する実験・研究の普及活動、避雷針に関するアドバイス等）   | 1757年-1775年   | イギリス ロンドン                                                                                         | 2003年 |
| 1800年以前    | ボルタの電池の発明                                                                                                 | 1799年          | イタリア コモ                                                                                             | 1999年 |
| 1800-1840年代 | シリングの電信に関する実験的研究に対する先駆的貢献                                                                 | 1828年-1837年   | ロシア サンクトペテルブルク                                                                               | 2009年 |
| 1800-1840年代 | カランの電気に関する科学技術に対する先駆的貢献                                                                     | 1836年          | アイルランド キルデア県メイヌース                                                                         | 2006年 |
| 1800-1840年代 | 実用的な電信の実証実験（サミュエル・モールス）                                                                     | 1838年          | アメリカ合衆国 ニュージャージー州モリスタウン                                                             | 1988年 |
| 1850-1860年代 | 電気式火災警報システム（ウィリアム・フランシス・チャニング・モーゼス・G・ファーマー）                              | 1852年          | アメリカ合衆国 マサチューセッツ州ボストン                                                                 | 2004年 |
| 1850-1860年代 | マクスウェルの方程式（ジェームズ・クラーク・マクスウェル）                                                         | 1860年-1871年   | イギリス ロンドン・Glenlair                                                                               | 2009年 |
| 1850-1860年代 | アメリカ大陸横断電信（ウエスタンユニオン）                                                                         | 1861年          | アメリカ合衆国 ワイオミング州フォートララミー                                                             | 1990年 |
| 1850-1860年代 | 大西洋横断電信ケーブルの陸揚げ地                                                                                   | 1866年          | カナダ ニューファンドランド・ラブラドール州ハーツ・コンテント                                             | 1985年 |
| 1850-1860年代 | ケリー県大西洋横断ケーブル局                                                                                       | 1866年          | アイルランド ケリー県                                                                                     | 2000年 |
| 1870-1880年代 | 電線を介した初の明瞭な音声変換（アレクサンダー・グラハム・ベル）                                                   | 1876年          | アメリカ合衆国 マサチューセッツ州ボストン                                                                 | 2006年 |
| 1870-1880年代 | カナダ初の遠距離会話の音声変換（アレクサンダー・グラハム・ベル）                                                   | 1876年          | カナダ オンタリオ州パリス                                                                                 | 2008年 |
| 1870-1880年代 | メンローパークのトーマス・エジソン歴史地区                                                                         | 1876年          | アメリカ合衆国 ニュージャージー州エジソン                                                                 | 2006年 |
| 1870-1880年代 | サウスカロライナ州の世界初の発電所（エレクトリック・イルミネーティング・カンパニー・オブ・チャールストン）         | 1882年          | アメリカ合衆国 サウスカロライナ州チャールストン                                                           | 1986年 |
| 1870-1880年代 | バルカン・ストリート発電所（アップルトン・ペーパー・アンド・パルプ・カンパニー）                                   | 1882年          | アメリカ合衆国 ウィスコンシン州アップルトン                                                               | 1977年 |
| 1870-1880年代 | パール・ストリート発電所                                                                                           | 1882年          | アメリカ合衆国 ニューヨーク州ニューヨーク                                                                 | 2011年 |
| 1870-1880年代 | 初の米国電気学会技術会議                                                                                           | 1884年          | アメリカ合衆国 ペンシルベニア州フィラデルフィア                                                           | 2013年 |
| 1870-1880年代 | 電磁波の世界初の生成と実験的な証明（ハインリヒ・ヘルツ）                                                           | 1886年-1888年   | ドイツ カールスルーエ                                                                                     | 2014年 |
| 1870-1880年代 | 交流電化装置（ウィリアム・スタンリー）                                                                             | 1886年          | アメリカ合衆国 マサチューセッツ州グレート・バリントン                                                     | 2004年 |
| 1870-1880年代 | ウエストオレンジ・エジソン研究所（トーマス・エジソン）                                                             | 1887年          | アメリカ合衆国 ニュージャージー州ウェストオレンジ                                                         | 2008年 |
| 1870-1880年代 | リッチモンド・ユニオン旅客鉄道（フランク・スプレイグ）                                                             | 1888年          | アメリカ合衆国 バージニア州リッチモンド                                                                   | 1992年 |
| 1870-1880年代 | ボストン・ラピッド・トランジットの電力システム（ウエストエンド・ストリート・レールウェイ・カンパニー）             | 1889年          | アメリカ合衆国 マサチューセッツ州ボストン                                                                 | 2004年 |
| 1890年代      | 蹴上発電所 - 日本初の商用水力発電所                                                                                | 1890年-1897年   | 日本 京都市                                                                                               | 2016年 |
| 1890年代      | エドアール・ブランリーのラジオコンダクタ（コヒーラ検波器）の開発                                                   | 1890年          | フランス パリ                                                                                             | 2010年 |
| 1890年代      | エームズ水力発電所                                                                                                 | 1891年          | アメリカ合衆国 コロラド州エームズ                                                                         | 1988年 |
| 1890年代      | ミルクリーク第一水力発電所                                                                                         | 1893年          | アメリカ合衆国 カリフォルニア州レッドランズ                                                               | 1977年 |
| 1890年代      | 日本の一次・二次電池産業の誕生と成長（屋井先蔵・GSユアサ・パナソニック）                                           | 1893年          | 日本 | 2014年 |
| 1890年代      | ボースによる世界初のミリ波通信実験                                                                                 | 1894年-1896年   | インド コルカタ                                                                                           | 2012年 |
| 1890年代      | クルカ-シベニク電力システム                                                                                        | 1895年          | クロアチア クルカ川・シベニク                                                                             | 2013年 |
| 1890年代      | マルコーニの初期の無線電信の実験                                                                                   | 1895年          | イタリア Pontechio Marconi                                                                                | 2011年 |
| 1890年代      | ポポフの無線通信開発の貢献                                                                                         | 1895年          | ロシア サンクトペテルブルク                                                                               | 2005年 |
| 1890年代      | アダムス水力発電所                                                                                                 | 1895年          | アメリカ合衆国 ニューヨーク州ナイアガラ滝                                                                 | 1990年 |
| 1890年代      | ボルチモア・アンド・オハイオ鉄道の本線電化                                                                         | 1895年          | アメリカ合衆国 メリーランド州ボルチモア                                                                   | 2012年 |
| 1890年代      | マルコーニの初期の無線の実験                                                                                       | 1895年          | スイス | 2003年 |
| 1890年代      | チビリンゴ水力発電所                                                                                               | 1897年          | チリ ロタ                                                                                                 | 2001年 |
| 1890年代      | ラインフェルデン水力発電所                                                                                         | 1898年 - 2010年 | ドイツ ラインフェルデン                                                                                   | 2014年 |
| 1890年代      | デキュー滝水力発電所                                                                                               | 1898年          | アメリカ合衆国 オンタリオ州デキュー滝                                                                     | 2004年 |
| 1890年代      | 軍事作戦上での無線電信の初使用（第二次ボーア戦争において）                                                         | 1899年-1902年   | 南アフリカ共和国 ケープタウン                                                                             | 1999年 |
| 1900-1910年代 | ジョージタウン蒸気水力発電所                                                                                       | 1900年          | アメリカ合衆国 コロラド州ジョージタウン                                                                   | 1999年 |
| 1900-1910年代 | リモートコントロールの初期の開発（レオナルド・トーレス・ケベード）                                                 | 1901年          | スペイン マドリード                                                                                       | 2007年 |
| 1900-1910年代 | 大陸間の無線信号送信（グリエルモ・マルコーニ）                                                                     | 1901年          | イギリス コーンウォール ポルドゥー                                                                        | 2001年 |
| 1900-1910年代 | 大陸間の無線信号受信（グリエルモ・マルコーニ）                                                                     | 1901年          | カナダ ニューファンドランド島 セントジョンズ シグナルヒル                                                 | 1985年 |
| 1900-1910年代 | ポールセン・アーク送信機（ヴォルデマール・ポールセン）                                                             | 1902年          | デンマーク Lyngby                                                                                         | 1994年 |
| 1900-1910年代 | Vucje水力発電所 | 1903年          | セルビア レスコヴァツ                                                                                     | 2005年 |
| 1900-1910年代 | フレミング管（ジョン・フレミング）                                                                                 | 1904年          | イギリス ロンドン                                                                                         | 2004年 |
| 1900-1910年代 | アレキサンダーソン・オルタネーター（アーンスト・アレキサンダーソン）                                               | 1904年          | アメリカ合衆国 ニューヨーク州スケネクタディ                                                               | 1992年 |
| 1900-1910年代 | ピナワ水力発電計画                                                                                                 | 1906年          | カナダ ネルソン川                                                                                         | 2008年 |
| 1900-1910年代 | レジナルド・フェッセンデンによる世界初のラジオ放送                                                                 | 1906年          | アメリカ合衆国 マサチューセッツ州ブラントロック                                                           | 2008年 |
| 1900-1910年代 | ニューヨーク・ニューヘイブン・アンド・ハートフォード鉄道の交流電化                                                 | 1907年          | アメリカ合衆国 コネチカット州コスコブ                                                                     | 1982年 |
| 1900-1910年代 | ショショーニ送電線                                                                                                 | 1909年          | アメリカ合衆国 コロラド州ジョージタウン                                                                   | 1991年 |
| 1900-1910年代 | 世界初の確実な高電圧電力ヒューズ（ニコラス・コナード・エドモンド・O・シュワイッツァー）                            | 1909年          | アメリカ合衆国 イリノイ州シカゴ                                                                           | 2012年 |
| 1900-1910年代 | 超伝導の発見（ヘイケ・カメルリング・オネス）                                                                       | 1911年          | オランダ ライデン                                                                                         | 2011年 |
| 1900-1910年代 | パナマ運河の電気・制御設備                                                                                         | 1914年          | パナマ バルボア                                                                                           | 2003年 |
| 1920年代      | ウェスティングハウスのラジオ局 KDKA                                                                                | 1920年          | アメリカ合衆国 ペンシルベニア州ピッツバーグ                                                               | 1994年 |
| 1920年代      | 電子式テレビジョンの開発（浜松高等工業学校 高柳健次郎）                                                            | 1924年-1941年   | 日本 静岡県浜松市                                                                                         | 2009年 |
| 1920年代      | 指向性短波アンテナ（東北帝国大学 宇田新太郎・八木秀次）                                                            | 1924年          | 日本 宮城県仙台市                                                                                         | 1995年 |
| 1920年代      | エンリコ・フェルミの半導体統計への大きな貢献                                                                       | 1924年-1926年   | イタリア フィレンツェ                                                                                     | 2015年 |
| 1920年代      | ベル研究所 | 1925年-1983年   | アメリカ合衆国 ニュージャージー州マレーヒル                                                               | 2014年 |
| 1920年代      | ラマン効果（チャンドラセカール・ラマン）                                                                           | 1928年          | インド コルカタ                                                                                           | 2012年 |
| 1920年代      | 片方向警察無線（デトロイト市警察）                                                                                 | 1928年          | アメリカ合衆国 ミシガン州デトロイト                                                                       | 1987年 |
| 1920年代      | アメリカ最大の私用（直流）発電所（ザ・ニューヨーカー・ホテル）                                                     | 1929年          | アメリカ合衆国 ニューヨーク州ニューヨーク                                                                 | 2008年 |
| 1920年代      | アイルランド自由国の電化のためのシャノン水力計画                                                                   | 1929年          | アイルランド リムリック県アードナクラッシャ                                                               | 2002年 |
| 1920年代      | 世界初の目隠しした状態での離陸・旋回・着陸（ジミー・ドーリットル）                                                 | 1929年          | アメリカ合衆国 ニューヨーク州ガーデンシティ                                                               | 2014年 |
| 1920年代      | 依佐美送信所 | 1929年          | 日本 刈谷市                                                                                               | 2009年 |
| 1930年代      | フェライトの発明とその工業化（東京工業大学 加藤与五郎・武井武）                                                    | 1930年-1945年   | 日本 東京都                                                                                               | 2009年 |
| 1930年代      | ステレオ音響再生の発明（アラン・ブラムレイン）                                                                     | 1931年          | イギリス ロンドン                                                                                         | 2015年 |
| 1930年代      | ポーランド暗号局による世界初のエニグマ暗号の解読（マリアン・レイェフスキ、ヘンリク・ジガルスキ、イェジ・ルジツキ） | 1932年-1939年   | ポーランド ワルシャワ                                                                                     | 2014年 |
| 1930年代      | 両方向警察無線（ベイヨン市警察）                                                                                   | 1933年          | アメリカ合衆国 ニュージャージー州ベイヨン                                                                 | 1987年 |
| 1930年代      | 温度無依存水晶振動子（東京工業大学 古賀逸策）                                                                      | 1933年          | 日本 東京都                                                                                               | 2017年 |
| 1930年代      | バードの南極探険における長距離短波音声伝送                                                                         | 1934年          | アメリカ合衆国 アイオワ州シーダーラピッズ                                                                 | 2001年 |
| 1930年代      | ウェスティングハウスの原子破壊装置                                                                                 | 1937年          | アメリカ合衆国 ペンシルベニア州フォレストヒルズ                                                           | 1985年 |
| 1930年代      | 一素子単一指向性マイクロホン シュア・ユニダイン                                                                    | 1939年          | アメリカ合衆国 イリノイ州ナイルズ                                                                         | 2014年 |
| 1930年代      | 第二次世界大戦中のブレッチリー・パーク（政府暗号学校）での暗号解読                                                 | 1939年-1945年   | イギリス ブレッチリー・パーク                                                                             | 2003年 |
| 1930年代      | アタナソフ&ベリー・コンピュータ                                                                                    | 1939年          | アメリカ合衆国 アイオワ州エイムズ                                                                         | 1990年 |
| 1930年代      | クロード・シャノンによる情報理論の進展                                                                             | 1939年-1967年   | アメリカ合衆国 マサチューセッツ州ケンブリッジ                                                             | 2016年 |
| 1940年代      | MIT放射線研究所（MIT）                                                                                             | 1940年-1945年   | アメリカ合衆国 マサチューセッツ州ケンブリッジ                                                             | 1990年 |
| 1940年代      | FM警察無線（コネチカット州警察）                                                                                   | 1940年          | アメリカ合衆国 コネチカット州ハートフォード                                                               | 1987年 |
| 1940年代      | LORAN（MIT） | 1940年-1946年   | アメリカ合衆国 マサチューセッツ州ケンブリッジ                                                             | 2012年 |
| 1940年代      | オパナレーダーサイト                                                                                               | 1941年          | アメリカ合衆国 ハワイ州カフク                                                                             | 2000年 |
| 1940年代      | アメリカ海軍計算機研究所                                                                                           | 1942年-1945年   | アメリカ合衆国 オハイオ州デイトン                                                                         | 2001年 |
| 1940年代      | Whirlwind（MIT）                                                                                                   | 1944年-1959年   | アメリカ合衆国 マサチューセッツ州ケンブリッジ                                                             | 2012年 |
| 1940年代      | Merrill Wheel-Balancing System（マルケルス・メリル）                                                               | 1945年          | アメリカ合衆国 コロラド州デンバー                                                                         | 1999年 |
| 1940年代      | リンコン・デル・ボネテ水力発電所                                                                                   | 1945年          | ウルグアイ リンコン・デル・ボネテ湖                                                                       | 2012年 |
| 1940年代      | ENIAC（ペンシルベニア大学）                                                                                        | 1946年          | アメリカ合衆国 ペンシルベニア州フィラデルフィア                                                           | 1987年 |
| 1940年代      | 白黒互換の電子式カラーテレビジョン（RCA）                                                                          | 1946年-1953年   | アメリカ合衆国 ニュージャージー州プリンストン                                                             | 2001年 |
| 1940年代      | ベル研究所における最初のトランジスタの発明                                                                         | 1947年          | アメリカ合衆国 ニュージャージー州マレーヒル                                                               | 2009年 |
| 1940年代      | ホログラフィーの発明（ガーボル・デーネシュ）                                                                       | 1947年          | イギリス ロンドン                                                                                         | 2013年 |
| 1940年代      | バーコード発祥の地（ドレクセル大学 バーナード・シルバー・ノーマン・ジョセフ・ウッドランド）                        | 1948年          | アメリカ合衆国 ペンシルベニア州フィラデルフィア                                                           | 2012年 |
| 1950年代      | 世界初の体外式心臓ペースメーカー（ジョン・アレクサンダー・ホップス）                                               | 1950年          | カナダ オンタリオ州トロント                                                                               | 2009年 |
| 1950年代      | 宇宙ロケット打ち上げのための電気技術（NASA）                                                                       | 1950年-1969年   | アメリカ合衆国 フロリダ州ケープ・カナベラル                                                               | 2001年 |
| 1950年代      | トランジスタの製造                                                                                                 | 1951年          | アメリカ合衆国 ペンシルベニア州アレンタウン                                                               | 1989年 |
| 1950年代      | Experimental Breeder Reactor I（国立原子炉試験所）                                                                 | 1951年          | アメリカ合衆国 アイダホ州アイダホフォールズ                                                               | 2004年 |
| 1950年代      | 半自動式防空管制組織(SAGE)（MIT）                                                                                  | 1951年-1958年   | アメリカ合衆国 マサチューセッツ州ケンブリッジ                                                             | 2012年 |
| 1950年代      | 西カナダ初のテレビ放送（カナダ放送協会 CBUT Channel 2）                                                            | 1953年          | カナダ ブリティッシュコロンビア州ノースバンクーバー                                                       | 2010年 |
| 1950年代      | WEIZACコンピュータ（ワイツマン科学研究所）                                                                         | 1955年          | イスラエル レホヴォト                                                                                     | 2006年 |
| 1950年代      | 黒部川第四発電所（関西電力）                                                                                       | 1956年-1963年   | 日本 富山県黒部市                                                                                         | 2010年 |
| 1950年代      | 初の大西洋横断海底ケーブル（TAT-1）                                                                                | 1956年          | カナダ ニューファンドランド島クラーレンビル、 カナダ ノバスコシア州シドニー・マインズ、 イギリス オーバン | 2006年 |
| 1950年代      | RAMAC（IBM） | 1956年          | アメリカ合衆国 カリフォルニア州サンノゼ                                                                   | 2005年 |
| 1950年代      | 初の持ち運びできる心臓ペースメーカー（アール・バッケン）                                                           | 1957年-1958年   | アメリカ合衆国 ミネソタ州ミネアポリス                                                                     | 1999年 |
| 1950年代      | 「ラウフェンブルクの星」相互接続（欧州発送電連合）                                                                 | 1958年          | スイス ラウフェンブルク                                                                                   | 2010年 |
| 1950年代      | 初の半導体集積回路(IC)（テキサス・インスツルメンツ ジャック・キルビー）                                            | 1958年          | アメリカ合衆国 テキサス州ダラス                                                                           | 2009年 |
| 1950年代      | 太陽電池の商業化および産業化（シャープ）                                                                           | 1959年          | 日本 奈良県・大阪府                                                                                       | 2010年 |
| 1950年代      | 半導体のプレーナープロセスと集積回路（フェアチャイルドセミコンダクター ジーン・ハーニー）                          | 1959年          | アメリカ合衆国 カリフォルニア州パロアルト                                                                 | 2009年 |
| 1960年代      | 気象衛星タイロス1号                                                                                                | 1960年          | アメリカ合衆国 ニュージャージー州プリンストン                                                             | 2010年 |
| 1960年代      | レーザー光線の実用化（セオドア・メイマン）                                                                         | 1960年          | アメリカ合衆国 カリフォルニア州マリブ                                                                     | 2010年 |
| 1960年代      | IBMトーマス・J・ワトソン研究所                                                                                     | 1960年-1984年   | アメリカ合衆国 ニューヨーク州ヨークタウン・ハイツ                                                         | 2009年 |
| 1960年代      | 最初のファイバーレーザーと増幅器（イライアス・スナイツァー）                                                       | 1961年-1964年   | アメリカ合衆国 マサチューセッツ州サウスブリッジ                                                           | 2012年 |
| 1960年代      | 世界初の大西洋横断衛星テレビ信号送信（アンドーバー地球局）                                                         | 1962年          | アメリカ合衆国 メイン州アンドーバー                                                                       | 2002年 |
| 1960年代      | アルエット1号（ISIS衛星計画）                                                                                      | 1962年          | カナダ オンタリオ州オタワ                                                                                 | 1993年 |
| 1960年代      | マーキュリー宇宙船 マーキュリー・アトラス6号（フレンドシップ7）                                                    | 1962年          | アメリカ合衆国 ミズーリ州セントルイス                                                                     | 2011年 |
| 1960年代      | スタンフォード線形加速器センター                                                                                   | 1962年          | アメリカ合衆国 カリフォルニア州メンローパーク                                                             | 1984年 |
| 1960年代      | アポロ月着陸船（グラマン）                                                                                         | 1962年-1972年   | アメリカ合衆国 ニューヨーク州ベスページ                                                                   | 2011年 |
| 1960年代      | 世界初の大西洋横断衛星テレビ信号受信（プルームール＝ボドゥー衛星通信センター）                                     | 1962年          | フランス プルームール＝ボドゥー                                                                           | 2002年 |
| 1960年代      | 世界初の電子式水晶腕時計の先駆的成果（電子時計技術センター(CEH)）                                                  | 1962年-1967年   | スイス ヌーシャテル                                                                                       | 2002年 |
| 1960年代      | 世界初の大西洋横断衛星テレビ中継（テルスター衛星）                                                                 | 1962年          | イギリス コーンウォール グーンヒリー・ダウン                                                              | 2002年 |
| 1960年代      | アポロ誘導コンピュータ（AGC）（MIT器械工学研究所）                                                                 | 1962年-1972年   | アメリカ合衆国 マサチューセッツ州ケンブリッジ                                                             | 2011年 |
| 1960年代      | アレシボ天文台の電波望遠鏡                                                                                         | 1963年          | プエルトリコ アレシボ                                                                                     | 2001年 |
| 1960年代      | タウムソーク水力発電所                                                                                             | 1963年          | アメリカ合衆国 ミズーリ州プロフィット山                                                                   | 2005年 |
| 1960年代      | 世界初の太平洋横断衛星テレビ信号受信（KDDI茨城衛星通信センター）                                                   | 1963年          | 日本 茨城県高萩市                                                                                         | 2009年 |
| 1960年代      | ASCII(American Standard Code for Information Interchange)（ベル研究所）                                            | 1963年          | アメリカ合衆国 ニュージャージー州ミドルタウン                                                             | 2016年 |
| 1960年代      | TPC-1 第一太平洋横断ケーブル（AT&T・ハワイアン・テルコム・KDD）                                                    | 1964年          | アメリカ合衆国 ハワイ州ホノルル                                                                           | 2014年 |
| 1960年代      | 電子式卓上計算機の先駆的事業（シャープ）                                                                           | 1964年-1973年   | 日本 奈良県天理市                                                                                         | 2005年 |
| 1960年代      | 富士山レーダー（気象庁）                                                                                           | 1964年          | 日本 富士山                                                                                               | 2000年 |
| 1960年代      | 東海道新幹線（国鉄）                                                                                               | 1964年          | 日本 愛知県名古屋市                                                                                       | 2000年 |
| 1960年代      | ハイビジョンテレビ放送システム（NHK）                                                                              | 1964年-1989年   | 日本 東京都                                                                                               | 2016年 |
| 1960年代      | 鉄道自動改札システム（オムロン・近鉄・阪急・大阪大学）                                                             | 1965年-1971年   | 日本 大阪府                                                                                               | 2007年 |
| 1960年代      | 世界初の交流735kV変電システム（イドロ・ケベック）                                                                  | 1965年          | カナダ ケベック州                                                                                         | 2005年 |
| 1960年代      | インタラクティブなビデオゲーム（サンダース・アソシエーツ「ブラウンボックス」）                                     | 1966年          | アメリカ合衆国 ニューハンプシャー州ナシュア                                                               | 2015年 |
| 1960年代      | 世界初の超長基線干渉計(VLBI)を使用した電波天文台                                                                   | 1967年          | カナダ ブリティッシュコロンビア州カレデン                                                                 | 2010年 |
| 1960年代      | 液晶ディスプレイ（RCA ジョージ・H・ハイルメアー）                                                                  | 1968年          | アメリカ合衆国 ニュージャージー州プリンストン                                                             | 2006年 |
| 1960年代      | CERNの実験器具（ワイヤチェンバ、ドリフトチェンバ等）                                                               | 1968年          | スイス ジュネーブ                                                                                         | 2005年 |
| 1960年代      | 電子式水晶腕時計（諏訪精工舎「セイコークオーツ アストロン35SQ」）                                                  | 1969年          | 日本 東京都                                                                                               | 2004年 |
| 1960年代      | インターネット発祥の地（UCLA）                                                                                     | 1969年          | アメリカ合衆国 カリフォルニア州ロサンゼルス                                                               | 2009年 |
| 1960年代      | ARPANETの発端（スタンフォード研究所）                                                                              | 1969年          | アメリカ合衆国 カリフォルニア州メンローパーク                                                             | 2009年 |
| 1960年代      | 公開鍵暗号の発明（イギリス政府通信本部 ジェイムズ・H・エリス、クリフォード・コックス）                             | 1969年-1975年   | イギリス チェルトナム                                                                                     | 2010年 |
| 1970年代      | 世界初の光ファイバー通信用低損失ケーブル（ロバート・D・マウラー、ピーター・シュルツ、ドナルド・ケック）            | 1970年          | アメリカ合衆国 ニューヨーク州コーニング                                                                   | 2012年 |
| 1970年代      | 世界初の日本語ワードプロセッサ（東芝「JW-10」）                                                                    | 1971年-1978年   | 日本 東京都                                                                                               | 2008年 |
| 1970年代      | 回路シミュレーションプログラムSPICE（UCB）                                                                         | 1970年          | アメリカ合衆国 カリフォルニア州バークレー                                                                 | 2011年 |
| 1970年代      | 電界放出形電子顕微鏡の実用化（日立製作所）                                                                         | 1972年          | 日本 東京都                                                                                               | 2012年 |
| 1970年代      | 初の科学技術計算用ポケット電卓「HP-35」の開発（ヒューレット・パッカード）                                          | 1972年          | アメリカ合衆国 カリフォルニア州パロアルト                                                                 | 2009年 |
| 1970年代      | ネルソン川直流送電システム（マニトバ水力）                                                                         | 1972年          | カナダ マニトバ州ウィニペグ                                                                               | 2005年 |
| 1970年代      | イールリバー高圧直流変電所                                                                                         | 1972年          | カナダ ニューブランズウィック州イールリバー                                                               | 2011年 |
| 1970年代      | 初のパケットネットワークによるリアルタイム音声通信（MITリンカーン研究所、USC情報科学研究所）                       | 1974年-1982年   | アメリカ合衆国 マサチューセッツ州レキシントン                                                             | 2011年 |
| 1970年代      | TRIUMFサイクロトロンによる世界初の500MeV陽子線の照射（TRIUMF）                                                     | 1974年          | カナダ ブリティッシュコロンビア州バンクーバー                                                             | 2010年 |
| 1970年代      | マイクロコンピュータ用オペレーティングシステム「CP/M」（デジタルリサーチ ゲイリー・キルドール）                    | 1974年          | アメリカ合衆国 カリフォルニア州パシフィック・グローブ                                                     | 2014年 |
| 1970年代      | 音声圧縮符号化のためのLSP方式（日本電信電話公社 板倉文忠ら）                                                       | 1975年          | 日本 東京都                                                                                               | 2014年 |
| 1970年代      | 電力用酸化亜鉛形ギャップレス避雷器（MOSA）（明電舎）                                                               | 1975年          | 日本 東京都                                                                                               | 2014年 |
| 1970年代      | フローティングゲート型EEPROM（ヒューズ・マイクロエレクトロニクス）                                                 | 1976年-1978年   | アメリカ合衆国 カリフォルニア州ミルピタス                                                                 | 2012年 |
| 1970年代      | 世界標準家庭用ビデオVHSの開発（日本ビクター）                                                                      | 1976年          | 日本 東京都                                                                                               | 2006年 |
| 1970年代      | Lempel-Zivデータ圧縮アルゴリズム（エイブラハム・レンペル・ジェイコブ・ジヴ）                                       | 1977年          | イスラエル ハイファ                                                                                       | 2004年 |
| 1970年代      | 高品質光ファイバー量産製法として用いられるVAD法（日本電信電話公社 伊澤達夫）                                       | 1977年-1983年   | 日本 神奈川県                                                                                             | 2015年 |
| 1970年代      | 世界初の衛星搭載合成開口レーダーからのデジタル処理画像（MDA）                                                      | 1978年          | カナダ ブリティッシュコロンビア州リッチモンド                                                             | 2014年 |
| 1970年代      | 世界初の音声生成にデジタル信号処理ICを使用した教育用玩具「スピーク・アンド・スペル」（テキサス・インスツルメンツ） | 1978年          | アメリカ合衆国 テキサス州ダラス                                                                           | 2009年 |
| 1970年代      | CDオーディオ・プレイヤー（フィリップス）                                                                           | 1979年          | オランダ アイントホーフェン                                                                               | 2009年 |
| 1970年代      | 20インチ光電子増倍管（浜松ホトニクス）                                                                             | 1979年-1987年   | 日本 静岡県磐田市                                                                                         | 2014年 |
| 1980年代以降  | G3ファクシミリの国際標準化（日本電信電話公社・国際電信電話）                                                       | 1980年          | 日本 神奈川県横須賀市                                                                                     | 2012年 |
| 1980年代以降  | 初のRISCマイクロプロセッサ（カリフォルニア大学バークレー校）                                                       | 1980年-1982年   | アメリカ合衆国 カリフォルニア州バークレー                                                                 | 2015年 |
| 1980年代以降  | 16ビットモノリシックデジタル-アナログ変換回路（バーブラウン・リサーチ）                                            | 1981年          | アメリカ合衆国 アリゾナ州ツーソン， アメリカ合衆国 テキサス州ダラス                                       | 2010年 |
| 1980年代以降  | MUレーダー（中層超高層大気観測用大型レーダー）（京都大学・三菱電機）                                               | 1984年          | 日本 京都府京都市・滋賀県甲賀市                                                                           | 2015年 |
| 1980年代以降  | 世界初の直接衛星放送（NHK）                                                                                        | 1984年          | 日本 東京都                                                                                               | 2011年 |
| 1980年代以降  | T1100 ラップトップパソコン開発における先駆的貢献（東芝）                                                           | 1985年          | 日本 東京都                                                                                               | 2013年 |
| 1980年代以降  | 緊急警報放送（NHK）                                                                                                | 1985年          | 日本 東京都                                                                                               | 2016年 |
| 1980年代以降  | 高温超伝導（ヨハネス・ベドノルツ、カール・アレクサンダー・ミュラー）                                               | 1987年          | アメリカ合衆国 テキサス州ヒューストン                                                                     | 2014年 |
| 1980年代以降  | SPARC RISCアーキテクチャ（サン・マイクロシステムズ）                                                               | 1987年          | アメリカ合衆国 カリフォルニア州サンタクララ                                                               | 2015年 |
| 1980年代以降  | ヴァージニアスミス高圧直流変電所（シーメンス）                                                                     | 1988年          | アメリカ合衆国 コロラド州レイクウッド                                                                     | 2015年 |
| 1980年代以降  | シャープ・テレビ用14インチTFT液晶ディスプレイ（シャープ）                                                          | 1988年          | 日本 奈良県                                                                                               | 2014年 |
| 1980年代以降  | 大西洋横断海底光ケーブル(TAT-8)（AT&T研究所）                                                                      | 1988年          | アメリカ合衆国 ニュージャージー州ミドルタウン                                                             | 2016年 |
| 特別賞        | ニコラ・テスラ、電磁気学分野の先駆者                                                                               | 1856年-1943年   | セルビア ベオグラード                                                                                     | 2006年 |
| 特別賞        | コンピュータ歴史博物館                                                                                             | 1979年          | アメリカ合衆国 カリフォルニア州マウンテンビュー                                                           | 2015年 |

## 日本から受賞したもの
以下、贈呈式年月と受賞テーマ（カッコ内は対象年・期間）および受賞者を示す。
- 1995年6月
  - 指向性短波アンテナ<八木・宇田アンテナ>（1924年） - 東北大学
- 2000年3月
  - 富士山レーダー（1964年） - 気象庁
- 2000年7月
  - 東海道新幹線（1964年） - JR東海
- 2004年11月
  - 電子式水晶腕時計<セイコークォーツ アストロンSQ35>（1969年） - セイコー
- 2005年12月
  - 電子式卓上計算機の先駆的事業（1964年-1973年） - シャープ
- 2006年10月
  - 世界標準家庭用ビデオVHSの開発（1976年） - 日本ビクター
- 2007年11月
  - 鉄道自動改札システム（1965年-1971年） - オムロン・近鉄・阪急・大阪大学
- 2008年11月
  - 日本語ワードプロセッサ（1971年-1978年） - 東芝
- 2009年5月
  - 依佐美送信所（1929年） - 刈谷市
- 2009年10月
  - フェライトの発明とその工業化（1930年-1945年） - TDK・東京工業大学
- 2009年11月
  - 電子式テレビジョンの開発<高柳式テレビジョン>（1924年-1941年） - 静岡大学
  - 初の太平洋横断衛星テレビジョン伝送<KDDI茨城衛星通信センター>（1963年） - KDDI
- 2010年4月
  - 黒部川第四発電所（1956年-1963年） - 関西電力
  - 太陽電池の商業化および産業化（1959年-1983年） - シャープ
- 2011年11月
  - 初の直接衛星放送（1984年） - NHK
- 2012年1月
  - 電界放出形電子顕微鏡の実用化（1972年） - 日立製作所・日立ハイテクノロジーズ
- 2012年4月
  - G3ファクシミリの国際標準化（1980年） - NTT・KDDI
- 2013年10月
  - 東芝「T1100」、ラップトップパソコン開発における先駆的貢献（1985年） - 東芝
- 2014年4月
  - 日本の一次・二次電池産業の誕生と成長（1893年） - 屋井乾電池[注 1]（乾電池の発明）・GSユアサ（鉛蓄電池）・パナソニック（乾電池、リチウム一次電池、ニカド電池）
- 2014年5月
  - 音声圧縮符号化のためのLSP方式（1975年） - NTT
- 2014年6月
  - シャープ・テレビ用14インチTFT液晶ディスプレイ（1988年） - シャープ
- 2014年8月
  - 電力用酸化亜鉛形ギャップレス避雷器（MOSA）（1975年） - 明電舎
- 2014年11月
  - 20インチ光電子増倍管（1979年-1987年） - 浜松ホトニクス
  - 第一太平洋横断ケーブル（TPC-1）（1964年-1990年） - KDDI
- 2015年5月
  - MUレーダー（中層超高層大気観測用大型レーダー）（1984年） - 京都大学・三菱電機
  - 高品質光ファイバー量産製法として用いられるVAD法（1977年-1983年） - NTT・古河電工・住友電工・フジクラ
- 2016年5月
  - 高精細度テレビジョン放送<ハイビジョン>（1964年-1989年） - NHK
  - 緊急警報放送（1985年） - NHK

- 2016年9月
  - 蹴上発電所（1891年） - 関西電力・京都市

- 2017年2月
  - 温度無依存水晶振動子（1933年） - 東京工業大学

- 2017年3月
  - ホンダ・エレクトロ・ジャイロケータ（1981年） - 本田技研工業

- 2017年6月
  - 野辺山45メートル電波望遠鏡（1982年） - 国立天文台・三菱電機

- 2017年7月
  - アンテナにおける自己補対の原理と虫明の関係式の発見（1948年） - 東北大学

- 2018年3月
  - オーロラビジョン（カラー大型映像装置）（1980年） - 三菱電機[5]
- 2019年12月
  - 高電子移動度トランジスタ HEMT（1979年） - 富士通研究所[6]
- 2020年12月
  - 大規模遺留指紋照合システム - 日本電気
  - 世界初の商用信号処理プロセッサ（NEC µPD7720（英語版）） - 日本電気

- 2021年3月
  - プッシュプル締結方式を採用したフィジカルコンタクト（PC）接続による光ファイバ コネクタ（1986年）- 日本電信電話
  - インバータエアコン（1980年‐1981年） - 東芝キヤリア[7]
- 2022年9月
  - QRコード（1994年） - デンソー、デンソーウェーブ[7]
- 2023年10月
  - 垂直磁気記録（1977年） - 東北大学
  - TRON リアルタイムOS ファミリー（1984年） - 東京大学
- 2024年3月
  - ニッケル内部電極を用いた積層セラミックコンデンサ（Ni-MLCC）の商用化（1982年） - 村田製作所
- 2024年10月
  - 「世界初の量産ハイブリッドカー」トヨタ プリウス（1997年） - トヨタ自動車
- 2024年11月
  - パルスオキシメーター（1972年） - 日本光電（青柳卓雄工学博士ら）[8]
  - レーザーイオン化質量分析計「LAMS-50K」（1988年） - 島津製作所
  - TRON電脳住宅（1989年） - 東京大学（坂村健ら）[9]
- 2025年
  - エレキテル（摩擦型静電気発生装置）（1776年） - 平賀源内
  - 魚群探知機の商品化（1949年） - 古野電気[10]
  - 最初のカラオケ装置（1967年） - 根岸重一[11]